# Пакарайма
 Тази статия е за града.  За планината вижте Пакарайма (планина).  
Пакарайма е град — община в северната част на бразилския щат Рорайма, на границата с Венецуела. Общината е част от икономико-статистическия микрорегион Боа Виста, мезорегион Северна Рорайма. Населението на Пакарайма към 2010 г. е 10 448 души, а територията е 8028.428 km2.

## История
Историята на града е свързана с демаркацията на границата с Венецуела от бразилската армия, край местността позната като BV-8, входна точка към Бразилия от северната ѝ съседка. Пакарайма и до днес функционира като гранична търговска зона, привличайки купувачи на стоки от първа необходимост от Венецуела.
Пакарайма е основана на 17 октомври 1995 г. след като се отцепва от община Боа Виста, столицата на щата.

## География
Община Пакарайма, със своите 920 m н.в., се смята за най-високата община в щата и в целия Северен регион на страната. Граничи на север с Венецуела, на запад с Амажари, на юг с Боа Виста и на изток с Нормандия и Уйрамута.
Реки
Някои по-важни реки, който протичат през общината са Котингу, Париме и Суруму.
Растителност
Степно-саванна.
Релеф
Савана на равнинна повърхност (50%), хълмист релеф (40%) и изолирани възвишения (10%).
Климат
Средна годишна температура: 21 °C.

## Инфраструктура
До града се достига по междущатската магистрала BR-174, павирана и в добро състояние. Разстоянието до Боа Виста е около 215 km. Има редовен превоз с автобуси към Пакарайма от Боа Виста; също има и самостоятелни мотористи, които извършват превоза.
Пакарайма е свързана към щатската електрическа мрежа, като енергията достига от Макагуа, във Венецуела.

## Култура и туризъм
Пакарайма се намира в долина, обградена от планини и хълмове. Тук, самите индианци администрират някои туристически услуги за посетителите на града.
Традиционни празници
- Микарайма – първи уикенд след карнавала.

Туристически места
- Пътека Нова Есперанса (Trilha da Nova Esperança) – намира се в индианския резерват Сау Маркус, с голямо биоразнообразие. За посещения трябва да се поиска разрешение от FUNAI (Националната индианска фондация на Бразилия).
- Археологически резерват Педра Пинтада – археологически резерват, със скални надписи и рисунки. Достига се по магистралите BR-174 и RR-330.